# Даиров, Абдыкадыр
Абдыкадыр Даиров (каз. Әбдіқадыр Дайыров, 1905 год, аул Чубар, Туркестанский край, Российская империя — 28 февраля 1978 года, г.Талдыкорган, Алматинская область, СССР) — колхозник, председатель колхоза «Джетысу», Герой Социалистического Труда (1948).

## Биография
Родился в 1905 году в ауле Чубар Туркестанского края (сегодня — Ескельдинский район Алматинской области). С 1928 по 1940 год был секретарём исполкома Чубарского сельского Совета депутатов. Участвовал в Великой Отечественной войне. Был командиром отделения 32-й дивизии погранвойск МВД 3-го Белорусского фронта. С 1946 года по 1950 год был председателем правления колхоза «Джаналык». В 1950 году его назначили председателем колхоза «Джетысу».
В 1947 году руководимый Абдыкадыром Даировым колхоз «Джаналык» собрал по 430 центнеров сахарной свеклы со всей посеянной площади и с участка площадью 9 гектаров было собрано по 854 центнера сахарной свеклы. За доблестный труд Абдыкадыр Даиров был удостоен в 1948 году звания Героя Социалистического Труда.
В 1948 году колхоз «Джаналык» собрал по 826 центнеров сахарной свеклы с 20 гектаров. На всей посеянной площади было собрано по 310 центнеров сахарной свеклы с каждого гектара. За умелое руководство колхозом Абдыкадыр Даиров был награждён вторым Орденом Ленина.
В 1950 году Абдыкадыр Даиром принял управление отстающим колхозом «Джетысу». В 1956 году этот колхоз стал передовым. В 1957 году за выдающиеся успехи в руководстве колхозом Абдыкадыр Даиров был награждён третьим Орденом Ленина.

## Награды
- Герой Социалистического Труда — Указом Президиума Верховного Совета от 28 марта 1948 года.
- Орден Ленина (1948);
- Орден Ленина (1949);
- Орден Ленина (1957).

## Источник
- Герои Социалистического труда по полеводству Казахской ССР. — Алма-Ата, 1950. — 412 с.